# Lieve Truyman
Lieve Truyman, née le 27 juillet 1981 à Beveren, est une femme politique belge, membre de la Nieuw-Vlaamse Alliantie (N-VA).

## Biographie
Lieve Truyman nait le 27 juillet 1981 à Beveren.
Le 4 février 2025, elle devient députée fédérale à la Chambre des représentants en remplaçant Anneleen Van Bossuyt qui devient ministre dans le gouvernement De Wever.